# 鹿児島県立松陽高等学校
鹿児島県立松陽高等学校（かごしまけんりつ しょうようこうとうがっこう）は、鹿児島県鹿児島市福山町（旧日置郡松元町福山）にある県立高等学校。

## 校名
校名は樹齢が長く、葉の色が変わらないことにより節操、長寿、繁栄の象徴とされ、また2004年の市町村合併以前の松陽高校の所在地である松元町の「松」及び暖かさや積極性を示す太陽の「陽」に由来している。
1982年7月15日、鹿児島県教育委員会により新設高校名を「松陽」と決定された。理由として「『松』は風雪に耐えながら大地に深く根を広げ、たくましく成長していく願いを込め、『陽』は、他を思いやる温かさ、気宇広大な心情を備えた人間たらんとする道しるべ」と説明している。
「松陽」の他に候補として、「松陽台」「明時館」「明徳」「日新」などの校名もあった。
一般公募では総数678通、226種の校名が応募された。開校設置場所の日置郡松元町（現・鹿児島市福山町）の地名から「松元」が45通と一番多く、次いで「西陵」37通、「鹿児島北」32通で、「松陽」は5通であった。
なお2016年現在、同じ校名の「松陽高校」は秋田・茨城・神奈川・岐阜・兵庫に存在している。

## 沿革
- 1981年9月 - 鹿児島学区の人口増加に伴い、県公立高校教育振興対策協が「入学難の緩和を大きな目的とした公立高校新設」の答案を出す[4]。
- 1982年4月1日 - 鹿児島県教育委員会に新設高校設立準備委員会事務局が発足。翌年4月、日置郡松元町（現・鹿児島市福山町）に開校を目指す。米満壽局長は新設高校について「新しい高校教育の創造を目指し、特色のある高校づくりを目指す」「校舎建築については形態的にも機能的にも新しいアイデアを盛り込んでいきたい」と語る[4]。
- 1982年7月15日 - 鹿児島県教育委員会により新設高校名を「松陽」と決定する。
- 1982年11月 - 松陽高校の教育課程を決定する。2年進級時に「理系」と「文系」に分かれ、さらに「理系」は理科コース、「文系」は文科・英語・音楽・美術・体育の5コースを設置。また、地域公開講座の設置など、今後の高校教育の在り方をも探るユニークな学校開設を目指す[5]。
- 1983年4月 - 鹿児島県立松陽高等学校として開校[6]。初代校長：米満壽。普通科１学年８学級（定員360人）。開校式ならびに第一期生（365名）入学式挙行。
- 1983年5月7日 - 鹿児島県立松陽高等学校PTAおよび鹿児島県立松陽高等学校振興会結成。
- 1984年4月23日 - 鹿児島県教育センター研究提携校の委嘱を受ける。
- 1995年4月1日 - 音楽コース・美術コースを、音楽科1学級（定員40人）、美術科1学級（定員40人）に再編。普通科1学年6学級（定員240人）。
- 1996年1月12日 - 芸術棟完成記念式典挙行。
- 1996年3月 - 校名が同じであり、音楽科・美術科を有する茨城県立取手松陽高等学校と姉妹校協定を締結。
- 1996年4月1日 - 普通科に書道コースを新設。
- 1997年8月28日 - 進路相談室完成。
- 1999年2月26日 - 夜間照明施設完成。
- 2022年 - 学校創立40周年記念式典

## 設置学科
- 全日制課程
  - 普通科
  - 音楽科
  - 美術科

## 姉妹校
- 茨城県立取手松陽高等学校 - 校名に同じ「松陽」が含まれ、かつ類似した学科構成のため、1996年に姉妹校協定を結ぶ（開校は鹿児島の方が1年早い）。

## 交通アクセス
- 鹿児島本線上伊集院駅より徒歩約15分

## 著名な出身者
- 沢村一樹（第一期生） - 俳優
- はしのえみ - タレント（転校して東京都立新宿山吹高等学校を卒業）
- 中島優美（ユウ） - GO!GO!7188のギター・ボーカル・作曲担当
- 浜田亜紀子（アッコ） - GO!GO!7188のベース・ボーカル・作詞担当
- 城南海 - 歌手
- 大澤実音穂 - 雨のパレードのドラムス担当
- フルヤカナコ - あいまいネイビーのボーカル・ベース担当
- 屋宮大地 - サッカー選手
- 大茂絵里子 - マリンバ奏者
- 大ちゃん - お笑い芸人（ちゃんぴおんず）